# Lady Vendetta
Lady Vendetta (친절한 금자씨?, Chinjeolhan Geum-ja-ssiLR, lett. "La cortese signorina Geum-ja") è un film del 2005 diretto da Park Chan-wook.
Con questa pellicola si conclude la cosiddetta trilogia della vendetta, iniziata con Mr. Vendetta nel 2002 e portata avanti con il pluripremiato Old Boy nel 2003.

## Trama
Lee Geum-ja era una studentessa di vent'anni molto bella che nel 1991 era finita in carcere per aver rapito e strangolato un bambino di sei anni. Nei tredici anni passati in prigione era sembrata pentirsi del malvagio atto e diventare una fervente cristiana, attirando notevolmente l'attenzione dei media. Al termine della prigionia, Geum-ja, molto pentita per la sua colpa, cova la sua vendetta contro il vero artefice del reato e diventa spietata e vendicativa. Trova un lavoro come pasticciera e va a vivere in un albergo.
Nei tredici anni di carcere Geum-ja aveva aiutato molte detenute a difendersi dai soprusi subiti e per questo aveva stipulato numerose alleanze: una volta uscite, esse le serbano gratitudine compiendo alcune azioni per lei, poiché l'obiettivo di Geum-ja è di vendicarsi del professor Baek, un insegnante con cui aveva avuto una relazione quando lei aveva vent'anni, rimanendo incinta. Baek all'epoca aveva rapito un bambino, lo aveva ucciso e aveva intascato il denaro del riscatto, facendo poi ricadere la colpa su Geum-ja, che era finita in carcere al suo posto. La bambina che aveva partorito era stata adottata da una famiglia in Australia a cui Geum-ja riesce a far visita. Nel periodo passato con loro si affeziona a Jenny, la figlia ormai tredicenne, che la obbliga a portarla in Corea, minacciando di suicidarsi.
Tornata a Seul, Geum-ja si concentra sulla sua vendetta e Baek, scoperto che la sua ex alunna lo sta cercando, cerca di sfuggirle ma non riesce a impedire di essere trovato e catturato. Geum-ja lo porta in un edificio abbandonato in un bosco, ma non riesce ad ucciderlo, soprattutto dopo aver letto una lettera di Jenny, in cui scopre che la figlia prova molto risentimento nei suoi confronti, convinta di essere stata abbandonata. La donna usa Baek come interprete per dire alla figlia che le ha sempre voluto bene, ma non si è potuta occupare di lei perché a causa dell'uomo che si trova lì con loro è finita in prigione e Jenny, appena nata, le era stata subito tolta e data in adozione. Ammette di essere stata molto felice di avere ritrovato sua figlia e di avere trascorso felicemente quei giorni insieme, ma insiste che, quando la vendetta sarà finita, Jenny dovrà tornare in Australia con i genitori adottivi, in quanto vuole che la ragazzina abbia una vita felice. La figlia capisce la verità e abbraccia infine la madre, dopo aver scoperto che questa le ha sempre voluto bene.
Controllando il cellulare di Baek, Geum-ja nota dei piccoli portachiavi appesi, che sono in realtà oggetti appartenuti ad alunni delle scuole in cui lavorava: l'insegnante è infatti un assassino seriale di bambini, che una volta uccisi venivano nascosti nei boschi coperti dalla neve. La donna chiama l'ispettore Choi, il poliziotto che anni prima l'aveva arrestata e, messo a soqquadro l'ufficio di Baek, trova sotto la scrivania le videocassette che l'uomo filmava alle vittime prima di ucciderle. L'ispettore guarda i filmati e ne resta distrutto, in quanto altri quattro bambini di altrettante famiglie erano morti, mentre lui aveva fatto arrestare la persona sbagliata. Geum-ja, con l'aiuto di Choi, convoca nell'edificio abbandonato i genitori dei bambini uccisi e mostra loro i filmati delle esecuzioni. Baek sceglieva le sue vittime nella scuola privata dove lavorava e, dopo averne uccisa una, cambiava costantemente istituto per non destare sospetti. Le telefonate che egli faceva ai genitori per chiedere il riscatto erano in realtà registrazioni, poiché aveva già ucciso i bambini.
Geum-ja offre infine ai genitori due possibilità: lasciare che l'ispettore Choi arresti l'uomo affinché venga fatta giustizia oppure consumare immediatamente, nella scuola abbandonata, la loro vendetta verso Baek. L'ispettore, sentendosi responsabile, non interferirà nella scelta che faranno. I genitori chiedono a Geum-ja se Baek avesse dei figli e la donna risponde di avere scoperto, dopo indagini approfondite, che egli è sterile e non aveva mai potuto averne. I genitori decidono all'unanimità di infierire sull'assassino, torturandolo. Mentre discutono su come farlo, nella sala viene tenuto un microfono collegato a una cassa collocata nella stanza di Baek, affinché egli senta tutto ciò che sta per succedere, facendogli provare più terrore possibile. Essi decidono così di vendicarsi: infieriscono violentemente sul corpo dell'insegnante, lo uccidono e infine lo seppelliscono. 
Tornati in città, si recano alla pasticceria dove lavora Geum-ja, che ha preparato una torta, poiché in quel giorno il bambino, del cui omicidio si era addossata la colpa, avrebbe compiuto vent'anni. Poco dopo, mentre è in bagno, la donna vede un bambino, la vittima di cui era stata accusata, che improvvisamente diventa un uomo adulto: Geum-ja continua a sentirsi in colpa per l'omicidio nonostante la vendetta. Intanto i genitori di Jenny sono venuti in Corea per riportare a casa la figlia adottiva. Mentre dorme con loro nella camera di Geum-ja, si diffonde nell'aria uno strano fumo; Jenny si sveglia e scende per strada, dove incontra Geum-ja, che le porta una torta di tofu totalmente bianca come simbolo di purezza. Mentre comincia a nevicare, Jenny prende un pezzo della torta e gioca sotto la neve, mentre Geum-ja, piangendo, affonda la testa nel tofu.

## Analisi
Questa volta la vendetta è proposta da un punto di vista femminile. Dopo aver esaminato il suo io interiore, il regista, infatti, si è reso conto che il sovraccarico di rabbia, odio e violenza stava diventando veleno e gli stava trasformando l'anima in una terra arida. Il regista giunge alla conclusione di dover adottare una rabbia più aggraziata, un odio raffinato e una violenza delicata: «In fin dei conti, volevo che la vendetta fosse un atto di redenzione, una vendetta effettuata da una persona che cerchi di salvarsi l'anima. Ed è così che è nato Sympathy for Lady Vengeance».

## Riconoscimenti
- 62ª Mostra internazionale d'arte cinematografica di Venezia
  - Leoncino d'oro
- 2006 - Bangkok Festival
  - Miglior regista